# خردشان کن
«خُردشان کن» یا «لِه‌شان کن» (به انگلیسی: Crush 'Em) ترانه‌ای از گروه هوی متال مگادث و تک‌آهنگ اصلی هشتمین آلبوم استودیویی آن‌ها با نام خطر است که در سال ۱۹۹۹ منتشر شد. این قطعه اولین بار در ژوئیهٔ آن سال و به‌عنوان ساندتِرَک فیلم سرباز جهانی: بازگشت منتشر شد.
دیو ماستین «خُردشان کن» را به این قصد نوشت تا جایگزینی برای «راک اند رول» گری گلیتر باشد. «راک اند رول» گلیتر برای چندین دهه یک ترانهٔ محبوب برای پخش در ورزشگاه‌های آمریکا بوده‌است. با این اوصاف ماستین در مصاحبه‌ای با متال همر اذعان کرده که پس از پایان ساخت ترانه متوجه شده نتیجهٔ کار چیزی نیست که ابتدا فکر می‌کرده و «این احتمالاً احمقانه‌ترین آهنگی‌ست که مگادث ساخته‌است». به گفتهٔ او «خُردشان کن» از آن آهنگ‌هاست است که وقتی در تصوراتش دارد بی‌دلیل کسی را کتک می‌زند، دوست دارد آن را بشنود.

## موقعیت در جدول‌های فروش
| چارت موسیقی (۱۹۹۹)               | بالاترین جایگاه |
| -------------------------------- | --------------- |
| جدول راک جریان اصلی مجلهٔ بیلبورد | ۶               |